# Chevrolet Monza (China)
Der Chevrolet Monza ist eine Limousine der Kompaktklasse von Chevrolet, die bei Shanghai GM gebaut wird.

## Geschichte
Das Fahrzeug debütierte im November 2018 auf der Guangzhou Auto Show als Nachfolgemodell des Chevrolet Cavalier. Seit März 2019 wird es in China verkauft. Im August 2022 wurde eine überarbeitete Version der Baureihe gezeigt. Einen Monat später kam sie in China auf den Markt. Der Monza baut auf derselben Plattform auf, die auch der Buick Excelle GT und der Buick GL6 nutzen.
Auf dem mexikanischen Markt wird die Baureihe seit Oktober 2021 weiterhin als Chevrolet Cavalier vermarktet. Im Nahen Osten gibt es die Limousine seit Juli 2025 als Chevrolet Cruze.

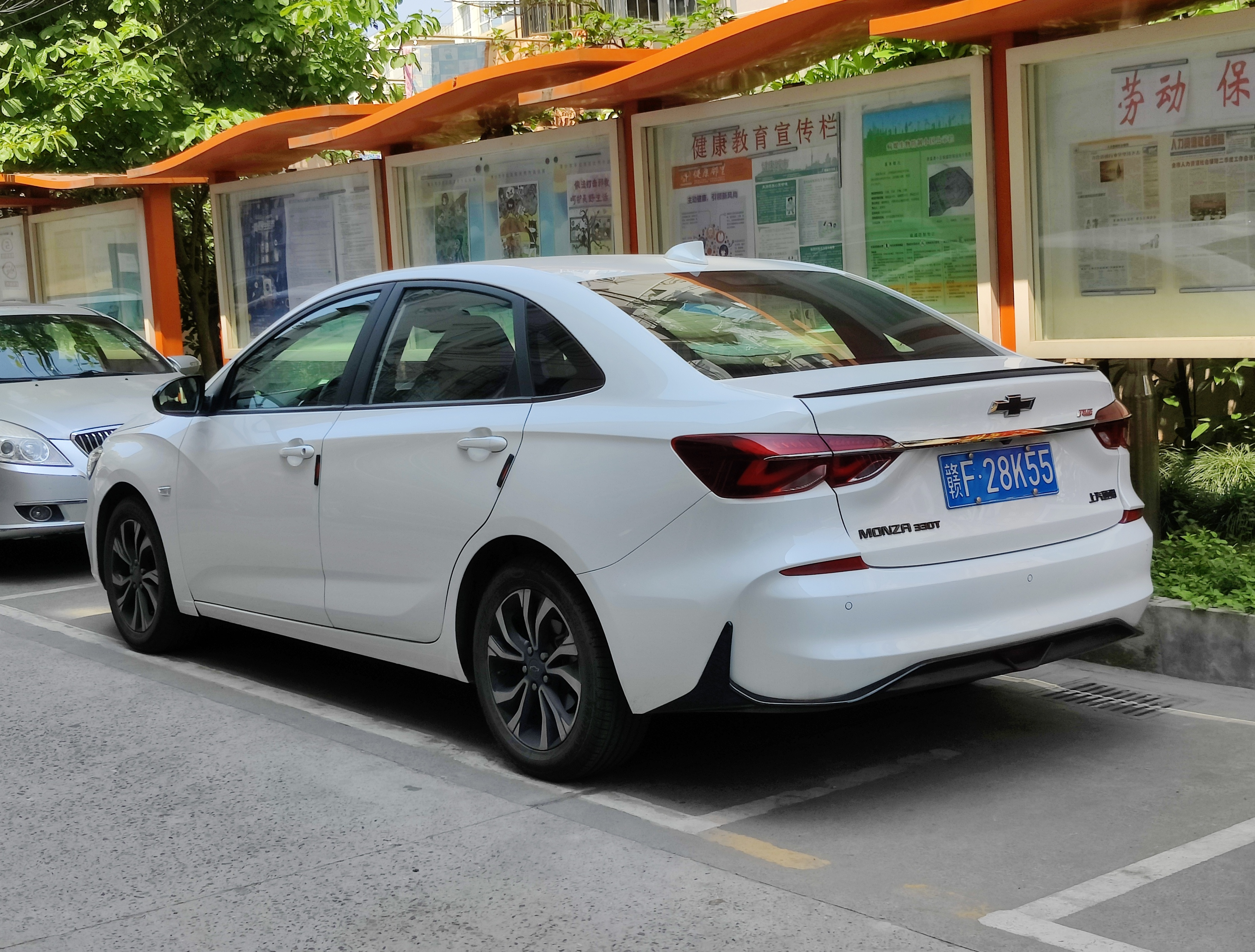
Heckansicht
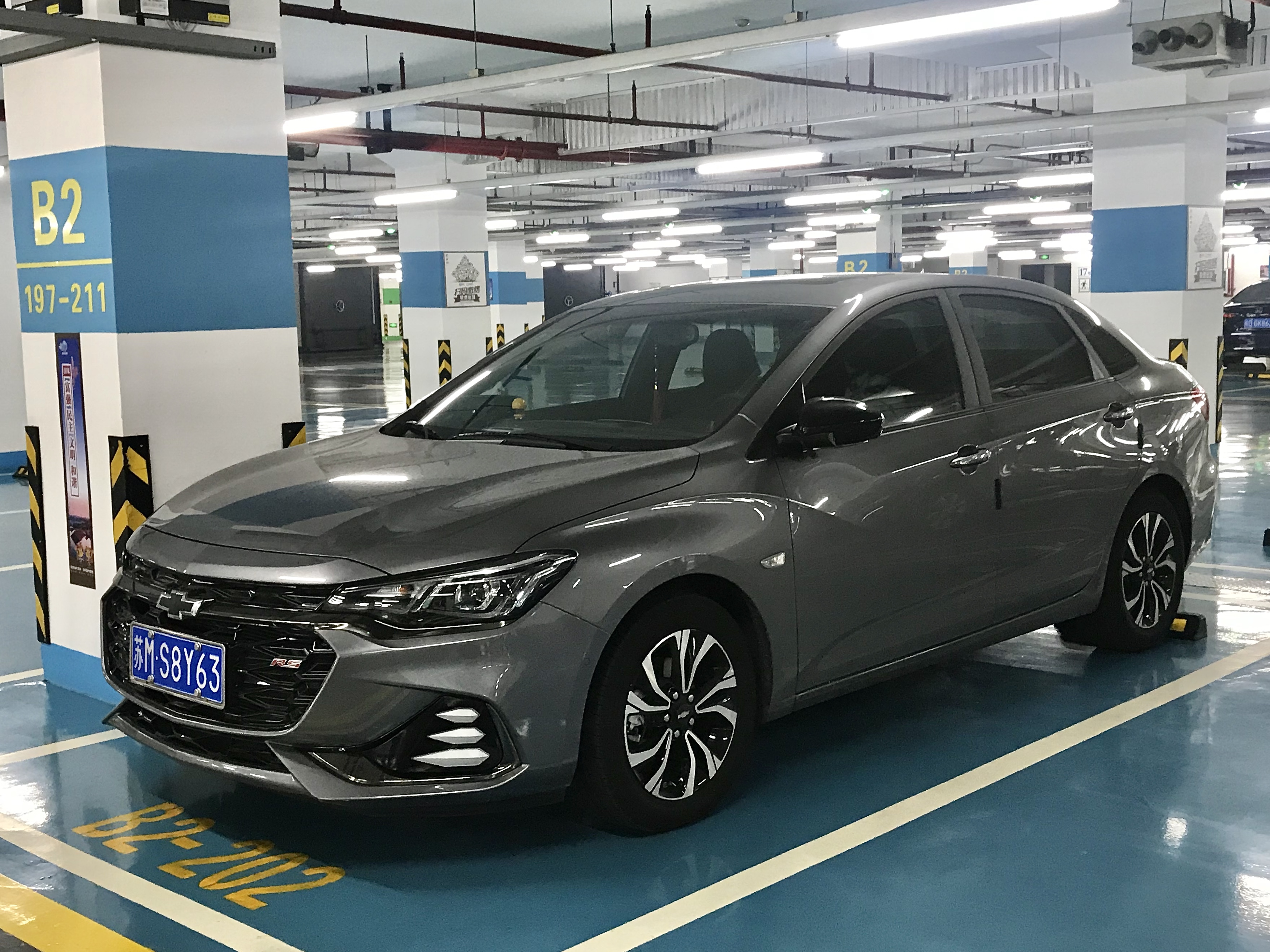
Chevrolet Monza RS (2019–2022)
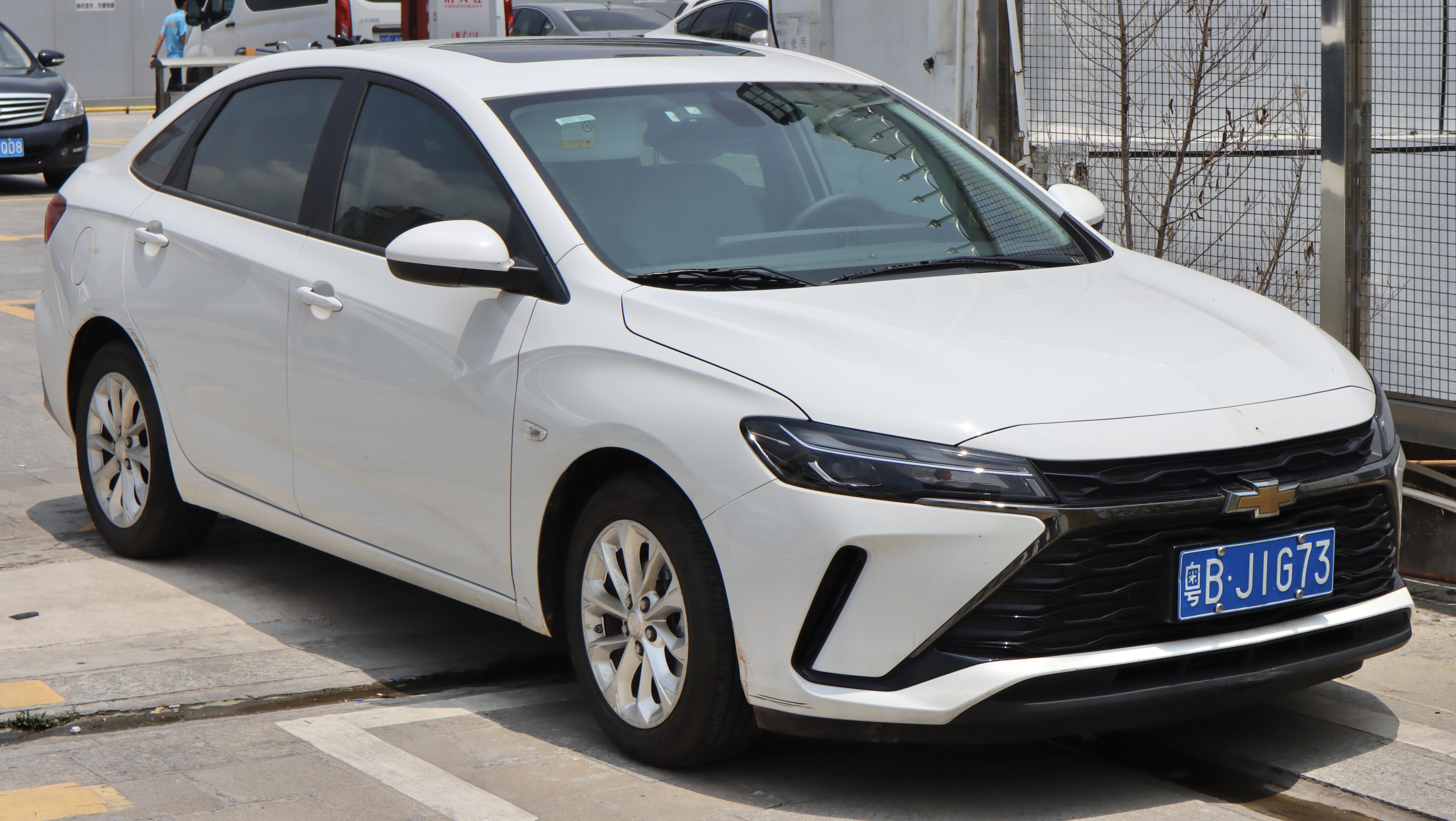
Chevrolet Monza (seit 2022)
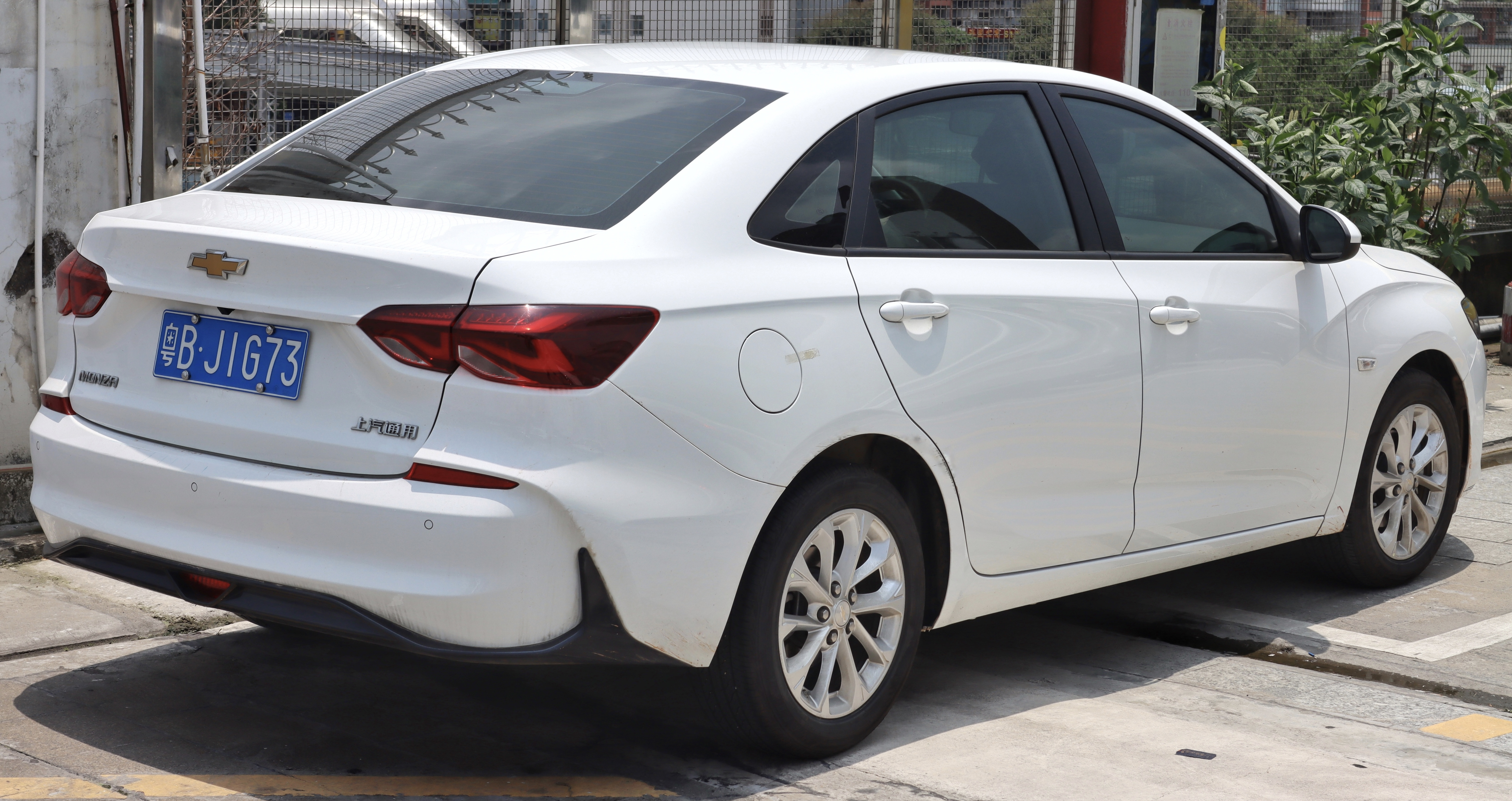
Heckansicht
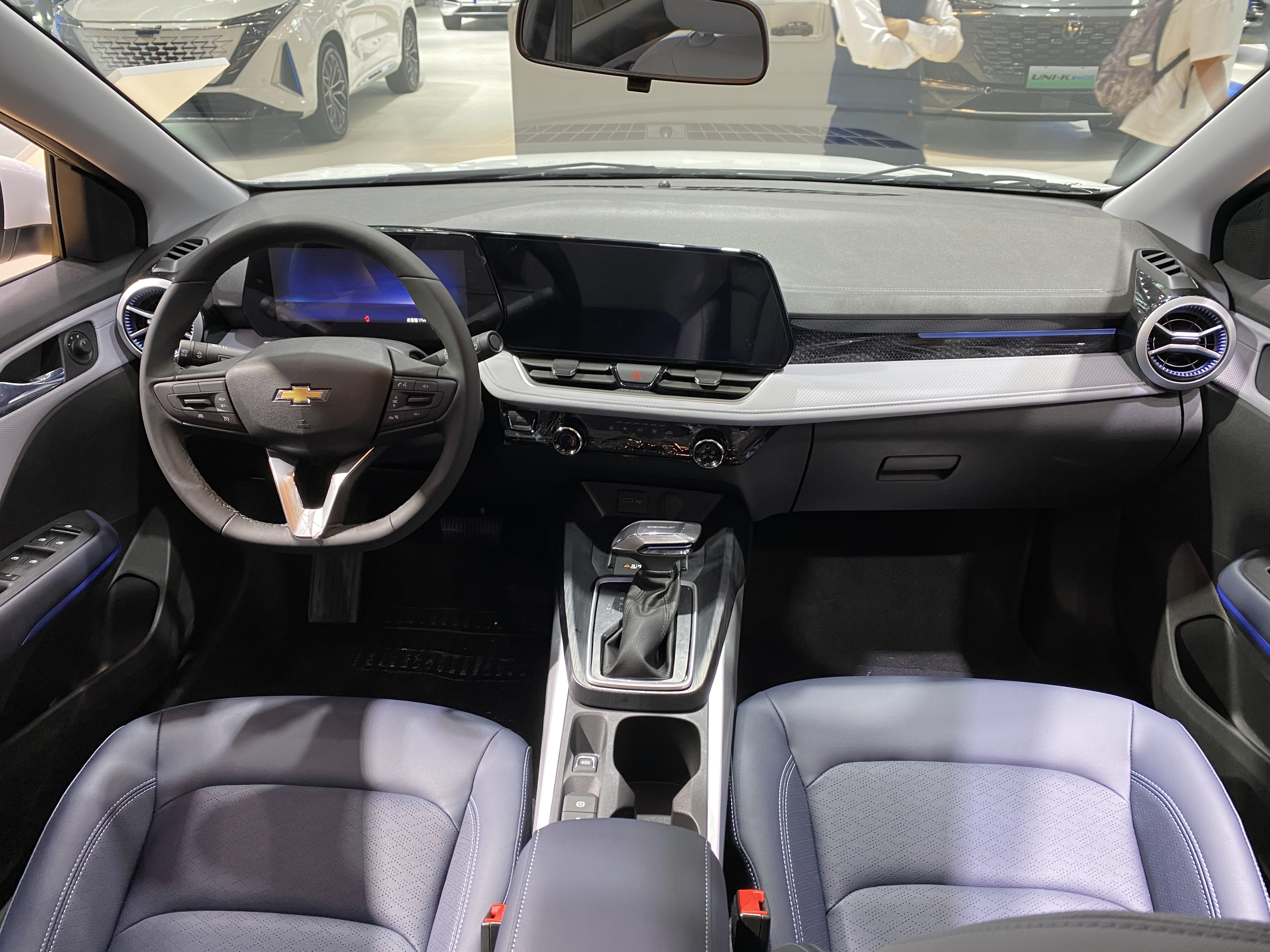
Innenansicht

## Technische Daten
Angetrieben wird der Monza von einem 1,5-Liter-Ottomotor mit 83 kW (113 PS), einem Einliter-Ottomotor mit 92 kW (125 PS) oder einem 1,3-Liter-Ottomotor mit 120 kW (163 PS). Die beiden letztgenannten Motoren haben drei Zylinder und einen Turbolader.
|                                            | 320                      | 320T                             | RS 330T                  | 1.5                            | 1.3T 48V                 |
| ------------------------------------------ | ------------------------ | -------------------------------- | ------------------------ | ------------------------------ | ------------------------ |
| Bauzeitraum                                | 04/2020–09/2022          | 03/2019–09/2022                  | 03/2019–09/2022          | seit 09/2022                   | seit 09/2022             |
| Motorkenndaten                             |                          |                                  |                          |                                |                          |
| Motortyp                                   | R4-Ottomotor             | R3-Ottomotor                     | R3-Ottomotor             | R4-Ottomotor                   | R3-Ottomotor             |
| Hubraum                                    | 1485 cm³                 | 999 cm³                          | 1349 cm³                 | 1485 cm³                       | 1349 cm³                 |
| Verdichtungsverhältnis                     | 10 : 1                   | 10 : 1                           | 10 : 1                   | 10,2 : 1                       | 10 : 1                   |
| Motoraufladung                             | —                        | Turbolader                       | Turbolader               | —                              | Turbolader               |
| max. Leistung bei min−1                    | 83 kW (113 PS) / 6000    | 92 kW (125 PS) / 5600            | 120 kW (163 PS) / 5500   | 83 kW (113 PS) / 6000          | 120 kW (163 PS) / 5500   |
| max. Drehmoment bei min−1                  | 141 Nm / 4400            | 170 Nm / 2000–4000               | 230 Nm / 1800–4400       | 141 Nm / 4400                  | 230 Nm / 1800–4400       |
| Kraftübertragung                           |                          |                                  |                          |                                |                          |
| Antrieb, serienmäßig                       | Vorderradantrieb         | Vorderradantrieb                 | Vorderradantrieb         | Vorderradantrieb               | Vorderradantrieb         |
| Getriebe, serienmäßig                      | 6-Gang-Automatikgetriebe | 6-Gang-Schaltgetriebe            | 6-Gang-Automatikgetriebe | 6-Gang-Doppelkupplungsgetriebe | 6-Gang-Automatikgetriebe |
| Getriebe, optional                         | —                        | [6-Gang-Doppelkupplungsgetriebe] | —                        | —                              | —                        |
| Messwerte                                  |                          |                                  |                          |                                |                          |
| Höchstgeschwindigkeit                      | 180 km/h                 | 180 km/h                         | 195 km/h                 | 175 km/h                       | 195 km/h                 |
| Beschleunigung, 0–100 km/h                 | 12,9 s                   | 12,4 s [12,9 s]                  | 9,9 s                    | 12,9 s                         | 9,2 s                    |
| Kraftstoffverbrauch auf 100 km, kombiniert | 5,9 l Super              | 5,2 l Super [4,7 l Super]        | 5,3 l Super              | 5,9 l Super                    | 5,8 l Super              |
| Leergewicht                                | 1270 kg                  | 1225 kg [1265 kg]                | 1285 kg                  | 1260 kg                        | 1285 kg                  |
| Tankinhalt                                 | 44 l                     | 44 l                             | 44 l                     | 44 l                           | 44 l                     |

- Werte in eckigen Klammern gelten für Modelle mit optionalem Getriebe